# Интернациональная Социалистическая Альтернатива
Интернациона́льная Социалисти́ческая Альтернати́ва (англ. International Socialist Alternative), ранее — Комитет за рабочий интернационал (КРИ, англ. Committee for a Workers' International, CWI) — международное политическое объединение. Имеет секции более чем в 30 странах, включая Социалистическую партию в Англии и Уэльсе, Социалистическую партию в Ирландии, Демократическое социалистическое движение — название секций в ЮАР и Нигерии, группы, использующие название «Социалистическая альтернатива», в России, США, Канаде, Новой Зеландии, Португалии и Германии. Является первой по численности международной троцкистской организацией.

## История
В 1964—1965 годах между руководством Четвёртого интернационала и его британской секции, Революционной социалистической лиги (РСЛ), произошёл ряд конфликтов. Расхождения касались, в первую очередь, оценки Китайской революции, китайско-советского противостояния, ситуации на Кубе, тактики герильи и колониальной революции. Кроме того, Восьмой мировой конгресс Четвёртого интернационала, проходивший в 1965 году, признал действующую в Великобритании Международную группу в качестве своей второй секции. Тогда руководство РСЛ во главе с Тедом Грантом и их сторонники решили выйти из Интернационала. Название новой международной тенденции было дано по названию издававшейся в Британии газеты «Militant».
В 1974 году сторонниками тенденции «Militant» из Британии, Швеции, Ирландии, Германии, Греции, Индии и Шри-Ланке был основан Комитет за рабочий интернационал. На протяжении 1970—1980-х годов наиболее заметную роль из национальных секций играли британская и испанская. Состоя в Лейбористской партии и имея влияние в городском совете Ливерпуля в середине 1980-х годов, члены КРИ в Великобритании играли ведущую роль в сопротивлении реформам Маргарет Тэтчер.
К концу 1980-х годов у Интернационала появились секции в нескольких странах мира, включая Чили, Австралию, Израиль, Нигерию и другие страны.
До начала 1990-х годов все секции Интернационала неотступно следовали тактике энтризма в социал-демократические и рабочие партии. Однако ещё в 1982 году Лейбористская партия проголосовала за исключение пяти членов редакции «Милитант». В 1991—1992 годах в КРИ произошел раскол, в результате которого из неё вышло меньшинство во главе с основателем тенденции Тедом Грантом. Большинство организации выступало за выход из реформистских партий (включая Лейбористскую партию в Великобритании) и строительство открыто революционных рабочих организаций. По их мнению, к началу 1990-х годов их природа изменилась и теперь эти партии являются буржуазными. Меньшинство Интернационала, объединившееся вокруг Теда Гранта, выступало за продолжение работы внутри Лейбористской партии.
После длительных дебатов о так называемом «открытом повороте» и конференции 1991 года, подтвердившей решение большинства организации, лидеры меньшинства Тед Грант, Алан Вудс, Роб Сьюэлл и их сторонники были исключены из Интернационала, и основали Комитет за марксистский интернационал, ставший затем Международной марксистской тенденций.
Политика «открытого поворота» означала строительство самостоятельных открытых организаций. Национальные секции начинают действовать, как независимые организации, выставляя собственных кандидатов на всеобщих и муниципальных выборах в разных странах.
После выхода из Лейбористской партии британская секция стала действовать под именем «Militant Labour», а в 1997 году на её основе была учреждена Социалистическая партия Англии и Уэльса. Члены КРИ были одними из основателей и лидеров Социалистической партии Шотландии до середины 2000-х годов. Члены немецкой секции Интернационала («Социалистическая альтернатива») участвовали в создании блока «Труд и социальная справедливость — Избирательная альтернатива» («Arbeit und soziale Gerechtigkeit — Die Wahlalternative», WASG) в 2004—2005 годах.
Организации КРИ участвуют в выборах в местные органы власти — например, в Швеции, Германии, Австрии, Нидерландах, Шри-Ланке, Пакистане. В Ирландии от Социалистической партии избраны депутаты национального парламента, она также располагала депутатом в Европарламенте (в 2009—2011 годах — Джо Хиггинс, затем — Пол Мёрфи).
Продолжают развиваться и секции КРИ вне европейских стран. Одним из крупнейших членов интернационала является нигерийское Демократическое социалистическое движение, основавшее также Социалистическую партию Нигерии. Кандидат Объединённой социалистической партии Шри-Ланки участвовал в президентских выборах в 2005 году, набрав 0,36 % голосов. Бразильская секция КРИ («Свобода, социализм и революция») участвует в работе партии «Социализм и свобода».

### Раскол
В 2019 году КРИ потряс крупный раскол на три части. В апреле испанская, венесуэльская, мексиканская и португальская секции объявили об учреждении собственной международной организации: «Международной революционной левой». В июле фракция Международного секретариата во главе с Питером Тааффом проводит в Великобритании конференцию, по итогам которой заявляет о «роспуске и воссоздании» КРИ, в результате чего в настоящее время действуют две международные организации, обозначаемые как «Восстановленный КРИ» и «КРИ-Большинство». Фракция большинства утверждает, что имеет полную поддержку 25 национальных секций и поддержку групп большинства секций Германии и Южной Африки. «Восстановленный КРИ» утверждает, что имеет сторонников в 14 странах. Российская секция организации входит во фракцию большинства.
2 февраля 2020 года на 12 международном съезде «КРИ-Большинство» изменило своё название на Интернациональную Социалистическую Альтернативу.

## «Социалистическая Альтернатива» в России и СНГ

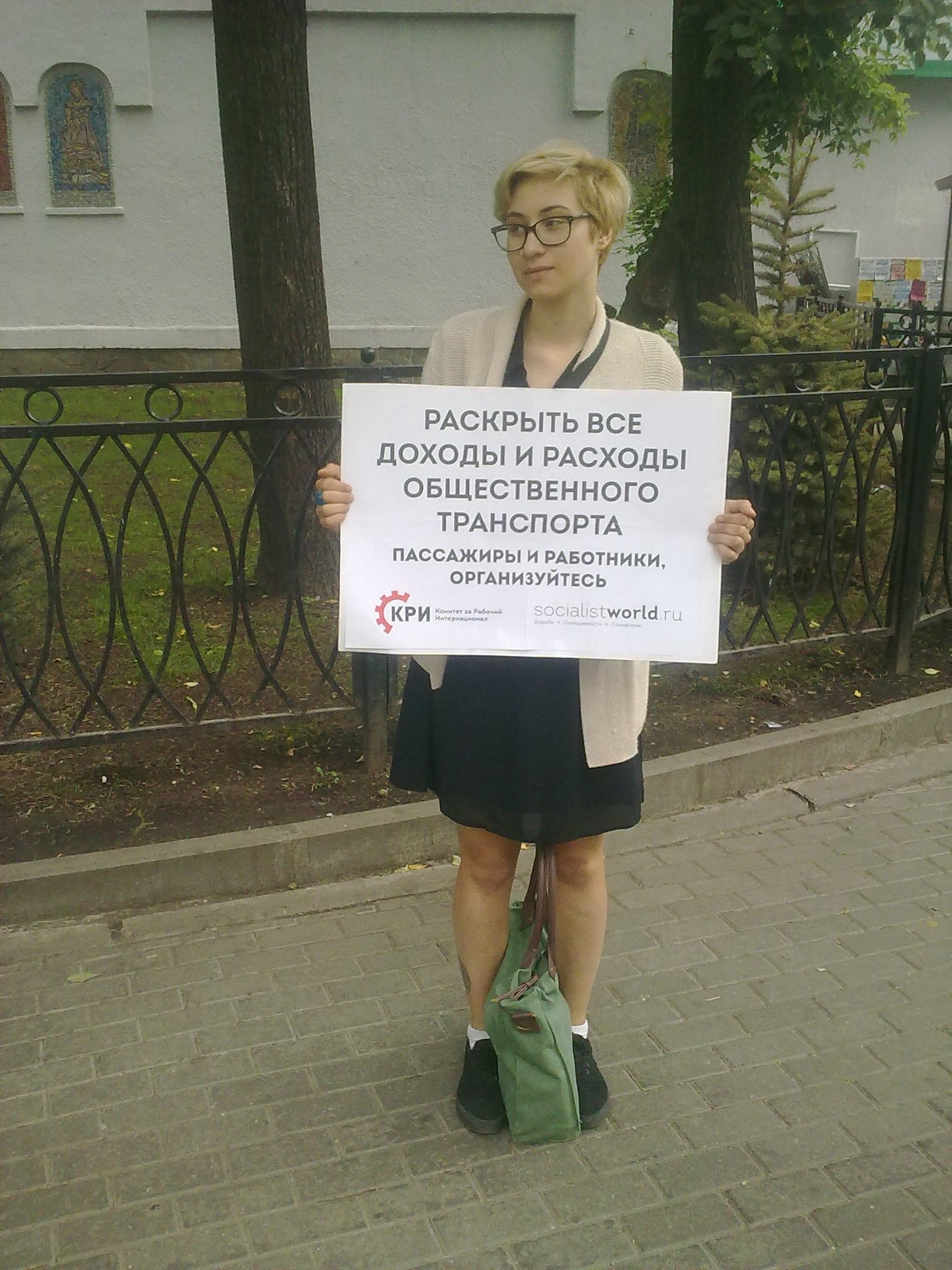
Активистка российской секции КРИ

В 1990 году была создана секция КРИ в Советском Союзе — Комитет за рабочую демократию и международный социализм (КРДМС), который в 1998 году был переименован в организацию «Социалистическое сопротивление» («СоцСопр»). Осенью 2009 года «Социалистическое сопротивление» было исключено из КРИ, и оставшиеся сторонники интернационала стали действовать под именем Российской секции Комитета за рабочий интернационал. Поводом для раскола послужили разногласия в формулировании позиции организации по войне 2008 года в Грузии. «СоцСопр» объединился с Социалистическим движением «Вперёд», также основанным активистами, ранее вышедшими из КРИ, в Российское социалистическое движение в 2011 году.
В начале 2016 года после почти двухлетней фракционной борьбы, парализовавшей работу Российской секции КРИ, организация распалась на «Социалистическую Альтернативу» и организацию бывших фракционеров — «Марксистскую группу 21». Члены «Социалистической Альтернативы» остались сторонниками международного Комитета за рабочий интернационал.
«Социалистическая Альтернатива» занимает жёсткую антикапиталистическую и антиксенофобную позицию. Организация выступает за создание рабочей партии, национализацию крупной промышленности, банков и природных ресурсов как основу демократической плановой экономики. Последовательно выступает против урезания социального бюджета, политических репрессий, запрета абортов, вмешательства государства в частную жизнь граждан. «Социалистическая Альтернатива» поддерживает борьбу профсоюзов за улучшение жизни рабочих, женское и студенческое движения, а также ЛГБТ.
В июне 2019 года Леонид Кригер, сторонник «Социалистической Альтернативы», официально выдвинулся кандидатом на выборах в Московскую городскую думу, но не был допущен до выборов. В конце лета того же года активистки СА, с целью сосредоточиться на борьбе за права женщин, создали своё низовое и независимое движение «СоцФем Альтернатива», являющееся не крылом или фракцией, а сестринской организацией «Социалистической Альтернативы».
1 марта 2022 года Роскомнадзор заблокировал сайт движения «Социалистическая Альтернатива» после публикации анонса на 6 марта антивоенной акции против российского вторжения на Украину. Активисты «Социалистической Альтернативы» не получали от ведомства уведомление о блокировке сайта.
Существующее с 2006 года Социалистическое сопротивление Казахстана, представляло КРИ в Казахстане, активно участвовало в протестной активности независимых профсоюзов и социальных движений. В 2011 году организация переименовалась в Социалистическое движение Казахстана. В 2015 году секция вышла из интернационала, а в 2016 году присоединилась к Международной встрече коммунистических и рабочих партий.
Украинская секция КРИ — «Рабочее сопротивление» (укр. Робітничий спротив) — существовала с 1994 года, но её деятельность прекратилась после того, как в 2003 году было разоблачено участие членов её международного отдела в создании фиктивных организаций, становившихся секциями других леворадикальных интернационалов. Впоследствии появилась секция КРИ в Крыму, активисты которой затем вошли в Организацию марксистов.